# Mahmoud Al-Mawas
Mahmoud Al-Mawas (Hama, 30 novembre 1992) è un calciatore siriano, centrocampista dell'Al-Shorta e della nazionale siriana.

## Statistiche

### Cronologia presenze e reti in nazionale
| Cronologia completa delle presenze e delle reti in nazionale ― Siria | Cronologia completa delle presenze e delle reti in nazionale ― Siria | Cronologia completa delle presenze e delle reti in nazionale ― Siria | Cronologia completa delle presenze e delle reti in nazionale ― Siria | Cronologia completa delle presenze e delle reti in nazionale ― Siria | Cronologia completa delle presenze e delle reti in nazionale ― Siria | Cronologia completa delle presenze e delle reti in nazionale ― Siria | Cronologia completa delle presenze e delle reti in nazionale ― Siria |
| Data                                                                 | Città                                                                | In casa                                                              | Risultato                                                            | Ospiti                                                               | Competizione                                                         | Reti                                                                 | Note                                                                 |
| -------------------------------------------------------------------- | -------------------------------------------------------------------- | -------------------------------------------------------------------- | -------------------------------------------------------------------- | -------------------------------------------------------------------- | -------------------------------------------------------------------- | -------------------------------------------------------------------- | -------------------------------------------------------------------- |
| 10-01-2019                                                           | al-'Ayn                                                              | Giordania                                                            | 2 – 0                                                                | Siria                                                                | Coppa d'Asia 2019 - 1º turno                                         | -                                                                    | 46’                                                                  |
| 15-01-2019                                                           | al-'Ayn                                                              | Australia                                                            | 3 – 2                                                                | Siria                                                                | Coppa d'Asia 2019 - 1º turno                                         | -                                                                    | 59’                                                                  |
| 15-06-2021                                                           | Sharjah                                                              | Cina                                                                 | 3 – 1                                                                | Siria                                                                | Qual. Mondiali 2022                                                  | -                                                                    |                                                                      |
| 7-10-2021                                                            | Seul                                                                 | Corea del Sud                                                        | 2 – 1                                                                | Siria                                                                | Qual. Mondiali 2022                                                  | -                                                                    |                                                                      |
| 19-11-2024                                                           | Volgograd                                                            | Russia                                                               | 4 – 0                                                                | Siria                                                                | Amichevole                                                           | -                                                                    | 65’                                                                  |
| Totale                                                               |                                                                      | Presenze                                                             | 5                                                                    |                                                                      | Reti                                                                 | 0                                                                    |                                                                      |